# Mariničev most v Škocjanskih jamah
Mariničev most v Škocjanskih jamah je most v Parku Škocjanske jame in povezuje pot na robu Male doline z vhodom v Mariničevo jamo. Zamenjal je dotrajano in močno poškodovano mostno konstrukcijo.

## Osnovni podatki
Jekleni transparentni most je dolg 28 m in premaguje višinsko razliko 4,5 metra. Geometrija konstrukcije zagotavlja ustrezne odmike od naravnih preprek v samem razponu mostu, umakne konstrukcijo zunaj območja padanja ledenih sveč in kamenja, in predstavlja atraktivnejše doživljanje prečkanja globeli v izrazito jamskem okolju. 

## Izgradnja
Javni zavod Park Škocjanske jame je leta 2008 pristopil k rekonstrukciji turistične infrastrukture v Mahorčičevi in Mariničevi jami. Ta bi razširila turistično ponudbo v parku in omogočila tudi ogled delov jame, ki so zaprti in opuščeni od leta 1965, ko so visoke hudourniške vode reke Reke v uničile dobršen del turistične infrastrukture v tem delu Škocjanskih jam. V okviru je bila izvedena tudi rekonstrukcija Mariničevega mostu. Investitor je želel, da bo nov most na isti lokaciji funkcionalen in bo služil osnovnemu namenu, to je varnemu prehodu turistov, hkrati pa naj bi bila rešitev takšna, da bi se rekonstruiran most primerno vklopil v občutljivo, naravno, zaščiteno in turistično atraktivno okolje.

## Galerija
- Mariničev most v Škocjanskih jamah
- Mariničev most v Škocjanskih jamah
- Mariničev most v Škocjanskih jamah